# 模擬市民4：來去上班
《模擬市民4：來去上班》是電腦遊戲《模擬市民4》推出的第二部資料片。於2015年3月31日推出。本資料片加入了新的公眾地方，玉兰步道(Magnolia Promenade)。本作亦增加了高層複式豪宅、浴泉及名牌房車等等。資料片有四个新事业；侦探，医生、科学家和零售。 游戏还设有一个新邻居叫玉兰步道(Magnolia Promenade)购物。

## 概述
《模擬市民4：來去上班》繼承了《模擬市民2：開店達人》和《模擬市民3：夢想起飛》的遊戲特色，是一部職業為基礎的資料片。新增的三種職業有著與原有職業完全不同的特殊機制，玩家可以在從事這三種職業的模擬市民上班時，親自操作他們在上班地點的行動。
另外也能選擇開設零售商店，自己創立、設計並管理自己的店面，開設烘焙坊、服飾店、藝廊或書店等等。

## 遊戲特色

### 新增职业
《來去上班》新增了侦探、医生與科学家三種職業。

### 新增種族
外星人

### 其他新增要素
- 新特點：抗病（獎勵特質）
- 新的成就：我們之間的外星人，被帶走，被埋沒，雙重生活，一個科學，病人是一個美德，完美的圖片，一塊蛋糕，非常特殊的交付，屍體解剖，推銷員之死，您臭死了
- 新的遊戲選項和互動：男性化妝，男性懷孕，醫院出生，確定嬰兒性別，輕鬆收聽廣播電台，外星人電視頻道，零售場所，購買零售點，筆記本電腦，模擬人生和疾病，小吃，零售價值
- 新的技能：烘烤、摄影
- 新社區：玉兰步道(Magnolia Promenade)
- 新的收藏品：晶洞
- 新的互動對象：人體模型，數碼相機，攝影工作室

## 音乐
資料片包含以虛構的模擬市民語(Simlish)重新錄製的歌曲，其中包括：
- The Business of Emotion from the album 2.0 by 大數據(Big Data)
- Everywhere I Go (Kings & Queens) from the album Vikings by 新政樂團(New Politics)
- Nothing's Wrong from the album Talking Dreams by 史密斯回聲(Echosmith)
- Whistle (While You Work It) by 凱蒂·提茲(Katy Tiz)

## 評分
| 汇总媒体     | 得分   |
| ------------ | ------ |
| GameRankings | 73.91% |
| Metacritic   | 73%    |

| 媒体           | 得分  |
| -------------- | ----- |
| DigitalSpy     | 3/5   |
| GameRant       | 3/5   |
| TrustedReviews | 3.5/5 |

模擬市民4：來去上班 根據24條評論得到了Metacritic聚合器的73％的分數。